# Maria Verhaert
Maria Verhaert-Verbruggen (Antwerpen, 13 december 1925 – Zoersel, 16 maart 2014) was een Belgisch mezzosopraan/alt op allerlei gebied (liederen, oratoria en opera).
Ze kreeg haar opleiding in belangrijke mate aan de Muziekacademie Etterbeek. Docenten waren er Jean Absil, Dora Claeys-Nordier en Lucien van Obbergh. Ze behaalde daarbij een medaille van de regering. In 1957 zong ze succesvol als alt, ze kreeg een eervolle vermelding op het Internationaal Vocalisten Concours 's-Hertogenbosch in een jaar dat geen eerste prijs werd toebedeeld. Een jaar later nam ze opnieuw deel aan het concours. Zes jaar later sloot ze zich aan bij de Koninklijke Vlaamse Opera in haar geboortestad, maar bleef middels masterclasses zanglessen houden bij bijvoorbeeld Ale van Dijk, Kaiser Breme en Clemens Klettenberg in Keulen. Ze zong in Antwerpen allerlei rollen in bijvoorbeeld opera's van Richard Wagner. Af en toe zong ze ook bij de Koninklijke Opera van Gent en in de Koninklijke Muntschouwburg.
Haar stem is bewaard gebleven via een aantal plaatopnamen. Tijdens en na haar actieve loopbaan zette ze een eigen zangopleiding (Zangschool Talent) op. Een van haar leerlingen is Jeroen Maes.
Maria Verbruggen trouwde eerst met Verhaert en hertrouwde met Edouard Ibens, maar bleef de achternaam van haar eerste man gebruiken. Ze overleed als weduwe in een verzorgingstehuis in Zoersel.